# تيري تايلور
تيري تايلور (بالإنجليزية: Terry Taylor)‏ هو مصارع رياضي أمريكي، ولد في 12 أغسطس 1955 في غرينفيل في الولايات المتحدة.

## روابط خارجية
- تيري تايلور على موقع IMDb (الإنجليزية)
- تيري تايلور على موقع قاعدة بيانات الفيلم (الإنجليزية)
- تيري تايلور على موقع CageMatch worker (الإنجليزية)
- تيري تايلور على موقع عالم المصارعة على الإنترنت (الإنجليزية)
- تيري تايلور على موقع عالم المصارعة على الإنترنت (الإنجليزية)